# Harry Potter a Relikvie smrti – část 1
Harry Potter a Relikvie smrti – část 1 (anglicky Harry Potter and the Deathly Hallows – Part 1) je fantasy film, první část dvoudílné adaptace stejnojmenného románu britské spisovatelky J. K. Rowlingové, který je posledním ze série o čarodějnickém učni Harrym Potterovi. Natáčení začalo v únoru 2009.
Film je rozdělen do dvou samostatných dílů. Premiéra první části se konala na londýnském náměstí Leicester Square 11. listopadu 2010, premiéra druhé části proběhla 7. července 2011 tamtéž. Scénář k oběma částem napsal Steve Kloves, který napsal scénáře ke všem filmům o Harrym Potterovi (kromě filmu pátého), režie se ujal David Yates, jenž režíroval i předchozí dva snímky. Producenty obou částí jsou David Heyman a David Barron.

## Příběh
Harry Potter je opuštěn Dursleyovými a slaví s Hermionou a Ronem v Doupěti své 17. narozeniny. Ministr kouzel trojici přinese věci, které byly v závěti Brumbála. Během svatby Fleur a Billa Wesleye je Ministerstvo kouzel zničeno a Harry Potter, Hermiona a Ron utíkají do domu rodiny Blacků. Setkají se se skřítkem Kráturou, kterému Harry přikáže, aby našel Voldermortův viteál, případně toho, kdo jej ukradl. Krátura viteál nenajde, ale najde toho, kdo jej ukradl a přivede s sebou i Dobbyho.
Dostanou se na ministerstvo kouzel, kde ukradnou viteál z rukou Dolores Umridgeové. Byli odhaleni a museli po zisku viteálu utéct do lesa, kde se Ron, zpracovaný zlým účinkem viteálu nahlodávající mysl, po ostré hádce s Harrym a Hermionou se oddělí od skupiny.
V rámci hledání viteálů se zbylá dvojice dostane do Godrikova dolu, kde objeví čarodějku Bagshotovou, které se zmocnil Nagini a málem Harryho Pottera zabil.
Dále měsíce hledali další viteály nebo jak je zničit, a tak se Harymu zjeví patron, který jej odvede k jezeru, kde se objevil meč Godrika Nebelvíra. Harry se málem v jezírku utopil, ale Ron ho zachránil a poté tímto mečem zničil viteál, přičemž musel čelit velmi prudkému proudu temnoty, jenž ho chtěl znovu svést na scestí.
Poté navštívili otce Lenky Láskorádové Xenophilia Láskoráda, od kterého chtěli vědět, co znamená symbol, jenž viděli už v Godrikově Dole, a Harry si pamatoval, že jej Láskorád měl už na svatbě Fleur a Billa. Vyprávěl jim bajku o Relikviích smrti. Ve strachu o svou dceru však prozradil Harryho, Rona a Hermionu smrtijedům a oba museli opět utéci do lesa. Bohužel při útěku byli chyceni lapky a odvezeni do domu Malfoyů, kde byli uvězněni s výrobcem hůlek Ollivandrem, skřetem Griphookem, Lenkou Láskorádovou a domácím skřítkem Dobbym, který jim pomohl utéct, ale sám byl po osvobození Hermiony z rukou Belatrix Lestrangeové zabit.